# Saxellacythere
Saxellacythere is een geslacht van uitgestorven kreeftachtigen uit de klasse van de Ostracoda (mosselkreeftjes).

## Soorten
- Saxellacythere lacunosa Brand, 1990 †
- Saxellacythere saxonica (Schmidt, 1954) Gruendel & Kozur, 1972 †